# Espace d'Eilenberg-MacLane
En mathématiques, un espace d'Eilenberg-MacLane est un espace topologique ayant un seul groupe d'homotopie non trivial. Ce type d'espace joue un rôle de composant élémentaire en théorie de l'homotopie, puisqu'il jouit d'une forme d'unicité et intervient dans des procédés de reconstruction d'espaces plus complexes (il en est ainsi des tours de Postnikov).
Les espaces d'Eilenberg-MacLane sont importants dans de nombreux contextes en topologie algébrique, permettant entre autres de calculer des groupes d'homotopie de sphères et de définir des opérations cohomologiques (en). Ils portent le nom de Samuel Eilenberg et Saunders Mac Lane, qui les ont introduits à la fin des années 1940,.

## Définition
Soient G un groupe et n un entier strictement positif. Un espace connexe X est appelé un espace d'Eilenberg-MacLane de type K(G, n) si son ne groupe d'homotopie πn(X) est isomorphe à G et si tous ses autres groupes d'homotopie sont triviaux. Si n > 1, G doit être abélien. Moyennant quoi, il existe toujours un CW-complexe de type K(G, n). Il est unique à homotopie faible d'équivalence près, c'est pourquoi tout espace de ce type est simplement noté K(G, n).

## Exemples
- Le cercle unité S1 est un K(ℤ, 1). Plus généralement, l'espace classifiant BG d'un groupe discret G est un K(G, 1).
- L'espace projectif complexe de dimension infinie P∞(ℂ), classifiant du groupe compact S1, est un K(ℤ, 2). Son anneau de cohomologie est l'anneau de polynômes ℤ[x], gradué par x ∈ H2. Comme cet espace a la propriété supplémentaire d'être une variété, le générateur x peut être représenté en cohomologie de De Rham (par la 2-forme de Fubini-Study). Une application de K(ℤ, 2) est décrite dans la version anglophone de l'article Abstract nonsense.
- L'espace projectif réel de dimension infinie P∞(ℝ) est un K(ℤ2, 1).
- Le bouquet de k cercles (en) (S1)∨k est un K(Fk, 1), où Fk désigne le groupe libre sur k générateurs. Plus généralement, si X et Y sont des CW-complexes de types respectifs K(G, 1) et K(H, 1), leur wedge X∨Y est un K(G∗H, 1).
- Asphéricité des nœuds[5],[6] : tout complément d'un nœud dans la 3-sphère S3 est un K(G, 1).

D'autres exemples s'en déduisent en utilisant la propriété élémentaire : K(G, n) × K(H, n) = K(G × H, n).
On peut construire un K(G, n) un étage après l'autre, en tant que CW complexe, en commençant par un bouquet de n-sphères, une par générateur du groupe G, puis en recollant des cellules de proche en proche, en chaque dimension, pour tuer l'homotopie excédentaire.

## Propriétés
Les groupes de cohomologie d'un K(G, 1) coïncident avec ceux du groupe G.
Pour tout groupe abélien G, les K(G, n) sont des espaces de (en) représentation pour la cohomologie singulière à coefficients dans G. En effet, via
l'élément u ∈ Hn(K(G, n);G) correspondant à l'identité de G fournit par fonctorialité, pour tout CW-complexe X, une bijection naturelle f ↦ f*u, de l'ensemble [X, K(G, n)] des classes d'homotopie d'applications continues de X dans K(G, n) dans le ne groupe de cohomologie singulière Hn(X;G) de X.
Une autre version de ce résultat établit une bijection avec le ne groupe de cohomologie de Čech pour X paracompact et G dénombrable, ou pour X  paracompact et compactement engendré et G arbitraire. Un résultat ultérieur établit une bijection avec le ne groupe de cohomologie « numerable » de Čech pour X et G (abélien) arbitraires.
Tout CW-complexe possède une tour de Postnikov, c'est-à-dire qu'il est faiblement homotopiquement équivalent à la limite projective d'une suite de fibrations dont les fibres sont des espaces d'Eilenberg-MacLane.
Les groupes de cohomologie des espaces d'Eilenberg-MacLane peuvent servir à classifier toutes les opérations cohomologiques.